# ドクターイエロー
1. 941形（電気試験車→救援車）の実車の画像
2. 921形0番台の画像
3. 922形0番台(T1編成)の画像
4. 921-32の画像

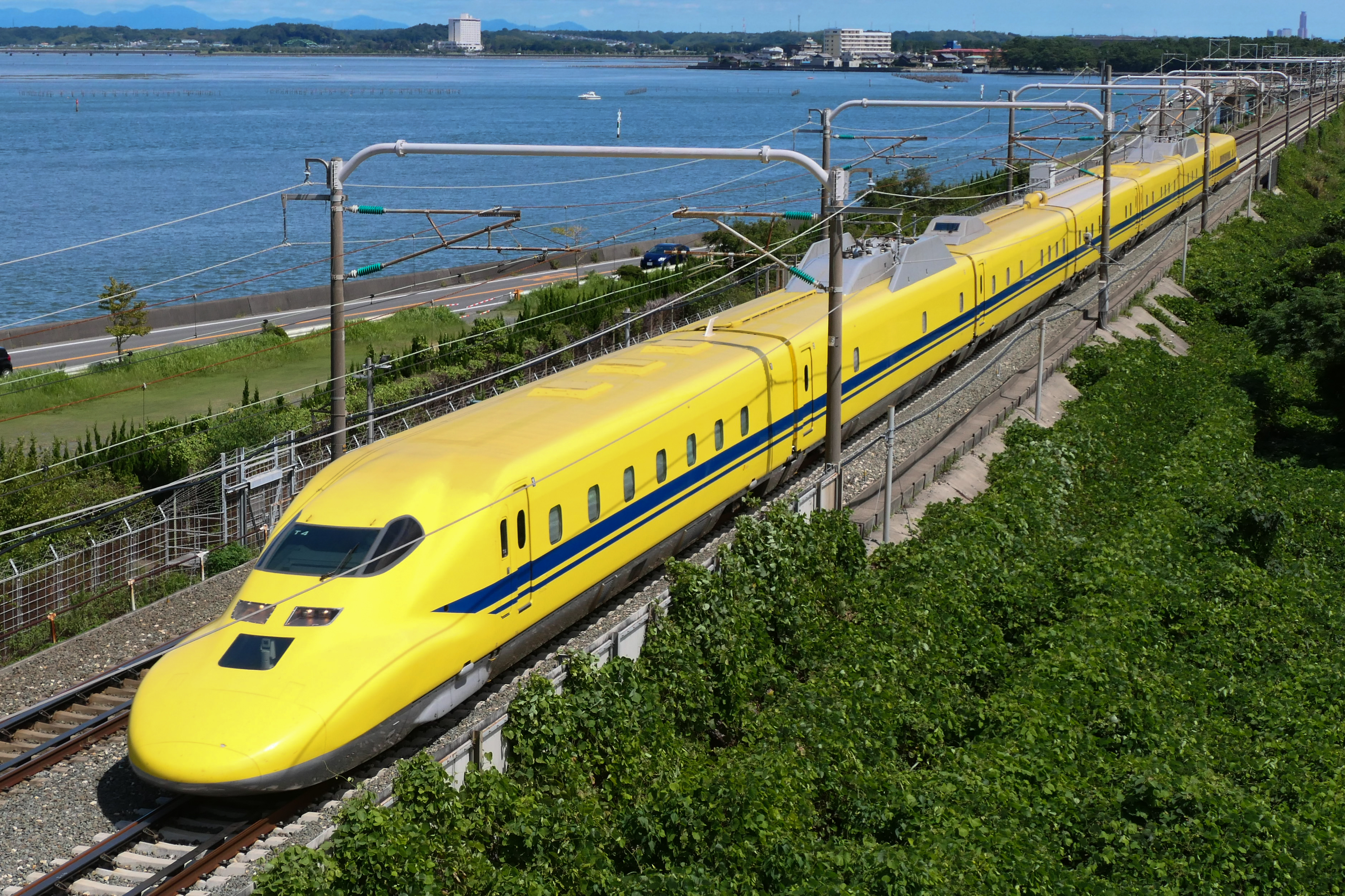
東海道新幹線を走行するドクターイエロー（923形）

ドクターイエローは、東海道新幹線・山陽新幹線区間において使われる点検用新幹線車両の愛称。車体が黄色い（イエロー）ことから、こう呼ばれる。事業用車であるが、乗客を運ぶ営業用新幹線車両と同じ条件で走行しながら線路の歪み具合や架線の状態、信号電流の状況などを検測し、新幹線の軌道や電気・信号設備の状態を確認する。かつては東北新幹線や上越新幹線、長野新幹線（現在：北陸新幹線）でも使われていたが、これらは「East i」に置き換えられた。
本項では「ドクターイエロー」と呼ばれた車両について一覧を記す。

## 概要
｢ドクターイエロー｣は通称であり、正式名称は「新幹線電気軌道総合試験車（しんかんせんでんききどうそうごうしけんしゃ）」である。
東北新幹線区間などでは、白ベースに赤の塗装の編成である東日本旅客鉄道（JR東日本）E926形が使用され、「East i（イースト アイ）」（正式名称は「電気軌道総合試験車〈でんききどうそうごうしけんしゃ〉」）と呼ばれる。用途が同じ車両なので、本項にてまとめて記述する。
これらの試験車による検測結果は、東海道・山陽新幹線においては新幹線情報管理システム（SMIS）、東北・上越・北陸・北海道新幹線においては新幹線総合システム（COSMOS）に送られ、それぞれ乗り心地の向上や安定した集電、信号トラブルの未然防止などを目的とした保線作業のデータとして使用される。
これらの非営業用車両の車両形式は、「系」や「型」ではなく「○○○形（がた）」と表記する。

## 運行
運行は10日に1回程度。運行ダイヤは非公開のために、鉄道ファンを中心に「見ると幸せになれる」など、縁起物のような扱いをされていた。X（旧Twitter）などが普及すると、目撃情報を書き込まれ、以前と比べると見つけやすくなっていた。
東海道新幹線の開通間も無い頃は営業列車のない深夜に検測を行っていたが、営業列車と同じ速度で検測可能なT2編成（922形10番台）が1974年に登場してからは昼間に検測を行うようになった。当時の検測は最大4日かけて行っていた。
基本的には路線の点検作業のみに使用されるが、1995年1月17日に発生した兵庫県南部地震（阪神・淡路大震災）の際には東海道新幹線の復旧工事で必要なモルタル輸送にドクターイエローが用いられ、車内に満載されたモルタル200袋と作業員24人を東京から京都まで輸送する任に当たった。
また東海旅客鉄道（JR東海）は2023年3月22日 - 3月23日、体験乗車会という形での初の旅客輸送を東京駅 - 新大阪駅間で行った。ドクターイエローの人気が高いことから、新型コロナ禍による鉄道利用の低迷を補う収益拡大策の一環として企画され、当選倍率は100倍、約2万人が応募した。体験ではパンタグラフを目視で観察を行う観測ドームなどを体験した。

### 引退
JR東海とJR西日本は2024年6月13日に、JR東海の編成は2025年1月に、JR西日本の編成は2027年をめどに、東海道・山陽新幹線のドクターイエローを引退させ、N700Sに搭載された検査機能で代替すると発表した。JR東海の編成車両での検測走行は2025年1月29日をもって終了し、JR東海は2月1日、大井車両基地で車体を掃除するイベントを開き、親子連れら約200人が参加した。その後2月20日には、解体作業のため東海旅客鉄道浜松工場へ回送され、これが最後の自走になった。

## 921形
0番台 - 20番台は東海道・山陽新幹線用、30番台・40番台は東北新幹線用。1両単独の軌道試験車であり、他の新幹線電車に組み込まれるなどして運用された。

### 0番台（921形）
921-1（登場時は4000形4001号）、921-2の2両が存在した。
検測走行時の最高速度は160 km/h。丸みを帯びた箱形車体で、前面は非貫通3枚窓、在来線の軌道試験車と同じく3台車を装着する。測定機器の電源用として、ディーゼル発電機を搭載していた。
車体塗装は淡黄色で、窓下に青色の帯を巻いていた。帯の部分に車両番号を書き文字で記載していた。921-1は鴨宮モデル線区投入時からこの塗り分けであり、ドクターイエローカラーの元祖となる。検測時は、開業前では試験編成に、開業後は911形ディーゼル機関車などに牽引されていた。後述する1000形B編成を改造した922形0番台（T1編成）に軌道検測機能は無かったが、それには併結されることなく各々単独で運用された。
なお、後述の922形10番台・20番台に組み込まれている921形とは、形式および用途は同じながら外観はまったくの別物である。
921-1
在来線の軌道試験車をベースに設計され、1962年に4000形4001号として東急車輛製造で製造され、鴨宮モデル線区（神奈川県）に投入された（東海道新幹線開業直前に921-1と改番）。正面中央上部に、車両編成番号表示窓が設置されている。
自動車用ディーゼル発電機を使用して、低速で自走することができた（車庫内での入れ換えなどに使用）。全長は18 mで、正面窓が側面まで回っている。
被牽引では200 km/hでの計測も可能であり、このため1978年5月より東北新幹線先行試験区間の小山試験線に投入され、翌1979年に同じく東海道・山陽新幹線から移転した961形とともに、各種試験・測定に使用された。
東北新幹線の試験終了後の1980年に廃車解体された。
921-2
1964年の東海道新幹線開業に合わせ、増備車として旧形客車（マロネフ29 11）の改造により製造された。921-1との違いは細かい部分のみで、正面中央上部の車両編成表示窓の省略、正面窓が車体側面まで回っていない、窓の配置が若干異なる、全長が17.5 mと短くなっている程度である。性能上は単体では自走できず、測定項目も921-1より少なかった。
921-1より早く、1975年末に廃車となり、翌1976年に浜松工場の車体解体設備で解体された。

### 10番台・20番台
10番台の11号、20番台の21号で1両ずつのみが存在した。
922形T2編成（後述）の竣工後は電気・軌道の検測を一元的に行うために編成に組み込まれ、編成の5号車となった。車体断面は922形と同一であるが、車体長は17.5mと短く、車体は測定条件を満たすために強固な鋼製で、自重は60tを超えていた。
921-11は922形10番台（T2編成）、921-21は922形20番台（T3編成）に組み込まれていた。

### 30番台・40番台

#### 31・41
921-11・21とほぼ同仕様で、車体断面は925形と同一である。東北新幹線向けに雪切装置が追加されたが、3台車のためボディーマウントではない。921-31は925形0番台（S1編成）に、921-41は925形10番台（S2編成）に組み込まれていた。製造メーカーはいずれも東急車輛製造。

#### 32
1997年に200系の中間車226-63を軌道検測車921-32に改造、レーザーによる測定を日本で初めて導入した。検測台車は測定装置が装備された以外は変わっていない。外観は改造で不要となった方向幕、指定席/自由席表示、雪切り室を塞いだ跡が残っていた。
碓氷峠を抱える長野新幹線の開業に伴い、従来の3台車の軌道検測車では軸重の関係で入線が困難なことから開発されたもので、1両しかないことからS1編成かS2編成のどちらかに組み込み、通常の定期検測では一定期間同一編成が連続して使われた。種車が200系量産車であるため、先行して製造された925形と雨樋の高さが微妙に異なっている。
後述の通り、925形の運用離脱直前に検査期限切れとなったため、2002年12月8日付で廃車された。

## 941形
東海道・山陽新幹線用。鴨宮モデル線区で運用されていた1000形A編成を、モデル線区投入の2か月後（1962年8月）に電気試験車に、さらに1964年に救援車へと改造したものである。最高速度200km/h。
元々は白地に青帯だったが、救援車への改造にあわせて黄地に青帯になった（青帯の幅は細く前照灯までつながっていた）。その後に再改造され、元々1灯式だった前照灯は2灯式に、前面窓は0系に合わせ2号車は曲面ガラスから平面ガラスに改造されたが、1号車の曲面ガラスと両車の車両編成番号表示窓は残された。救援車としての出動は一度もなく、1975年に0系1次車・2次車の廃車が本格化する前に、浜松工場に新設された車体解体設備の輪切りのテストのために廃車解体された。
- 1号車（941-1）：資材室
- 2号車（941-2）：救援要員用座席（40席）・工具棚

## 922形
東海道・山陽新幹線用。0番台は試験車両からの改造車だったが、それ以降は新造車となった。

### 0番台（922形）
1964年6月に、モデル線で運用されていた1000形B編成を、A編成の電気試験車→救援車の改造と同時に、電気・信号系の測定車に改造した物（軌道系の測定はできなかった）。最高速度200km/h。のちにT1編成とも称される。
元々は白地に窓周りが青色の塗色だったが、改造に併せて黄地に青帯になった(T2編成以降と異なり青帯の幅は細く、前照灯までつながっていた)。その後再改造され、元々1灯式だった前照灯は2灯式に、1号車の前面窓は0系に合わせて曲面ガラスから平面ガラスに改造された（4号車は比較試験のためもともと平面ガラスであり、改造されたのは1号車のみである）が、車両編成番号表示窓と256km/hの記録のプレートは残された。1975年に0系1次車・2次車の廃車が本格化する前に、941形同様に廃車解体された。
- 1号車（922-1）：信号・通信測定車
- 2号車（922-2）：電気測定車
- 3号車（922-3）：資材車
- 4号車（922-4）：電気測定車

### 10番台
初代T1編成が老朽化した上運用面での不都合も多く、博多駅への延伸開業も迫っていたことから、1974年に新製された電気軌道総合試験車である。T2編成とも称する。
922形6両（922-11 - 922-16）に921形軌道検測車（921-11）を挟み込んだ7両編成で、全車とも日立製作所で製造された。0系16次車と同時発注のため、側窓が大窓になっている。就役当初は昼間に運用されたが、1986年に東海道・山陽新幹線が220km/hに速度向上してからは夜間の運用が主になった。JR化後は東海旅客鉄道（JR東海）に所属。923形（T4編成）の登場で2001年1月26日の東京から博多への検測を最後に運用を終了し、10月2日から10月5日にかけて廃車、解体された。
- 1号車：通信・信号・電気測定車
- 2号車：データ処理車
- 3号車：電源車（観測ドームあり）
- 4号車：倉庫・休憩室（ボックスシートを装備。583系の開放式B寝台下段に類似した構造となっており、寝台としても使用できる）
- 5号車：軌道検測車（921形、3台車で短車体）
- 6号車：救援車（観測ドームあり）
- 7号車：架線磨耗測定車

外観からわかるように0系をベースとした車両であるが、初期の0系の外観における特徴の一つである車体側面の脱出口は、本形式は装備していない。
なお、後述のT3編成と自動分割併合試験を行うため、1986年に7号車先頭部の連結器に改造が施され、前頭部の外観が多少変化した。これは結局、現在のところ東海道・山陽新幹線区間においては実用化されていないが、後に東北地方において、東北新幹線から在来線に乗り入れる新在直通運転（山形新幹線・秋田新幹線）における自動分割併合の実現に貢献することとなった。

### 20番台

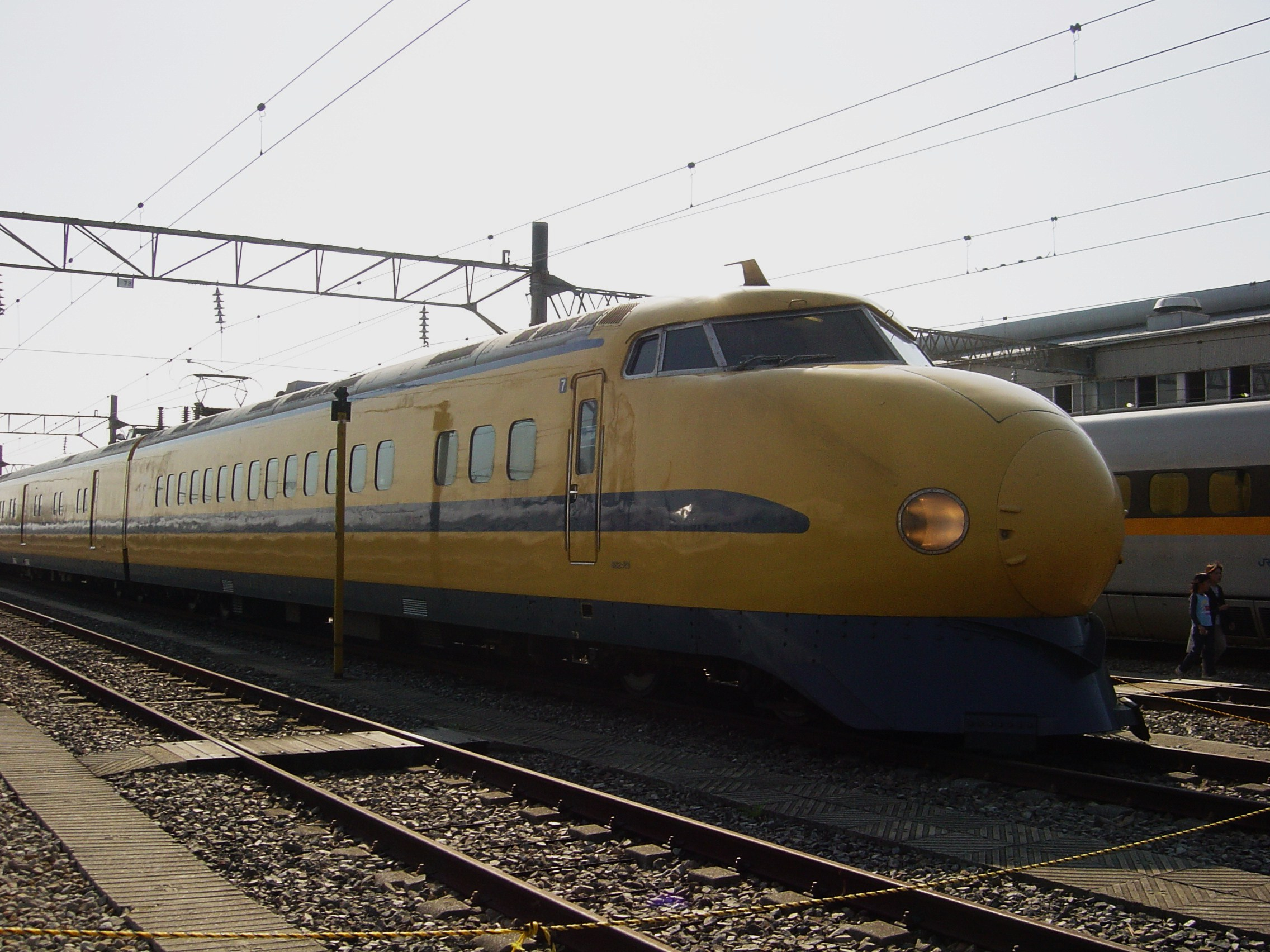
922形20番台T3編成

T2編成の増備として、1979年に新製された。T3編成とも称する。
T2編成1本では検測を行いつつ車両検査を受けることが困難であったため、T2編成が検査入場中は予備車である921形0番台で軌道検測を行っていたが、921形0番台は最高速度が低く、運用上の問題となっていた。それを解消するために製造されたのがT3編成である。製造メーカーは3号車 - 5号車が東急車輛製造、それ以外は日立製作所である。
0系27次車（1000番台）と同時発注のため、側窓が小窓になっている。その他の仕様はT2編成に近いが、架線磨耗測定車が2号車、レーザー光線式架線摩耗測定装置の採用、4号車が全車両倉庫になり、休憩室兼添乗員座席（0系普通車オリジナルの2+3列転換クロスシートを装備）が1号車に移るなど微妙な違いがある（軌道検測車は921-21）。T2編成同様、車体側面の脱出口は装備していない。
JR発足以後は西日本旅客鉄道（JR西日本）に所属。923形（T4編成）の登場で予備車になった。2001年にT2編成が運用を離脱し、2005年に当編成が700系ベース車である923形3000番台（T5編成）によって置き換えられるまでの4年間、東海道新幹線の全区間で運行されていた唯一かつ最後の0系タイプ車両であった（JR西日本所属の0系が新大阪駅から鳥飼車両基地の間を回送線として利用したケースを除く）。T2編成との外見上の相違は側窓の大きさのほか、最前部の連結器カバーがT2編成は白色、T3編成は黄色となっていた点があった。
- 1号車：休憩室
- 2号車：データ処理・架線摩耗測定車
- 3号車：電源車（観測ドームあり）
- 4号車：倉庫
- 5号車：軌道検測車（921形、3台車で短車体）
- 6号車：救援車（観測ドームあり）
- 7号車：通信・信号・電気測定車[18]

なお、前述のT2編成同様、改造により1号車前頭部に自動分割併合装置が装備されていた。
2005年9月30日に廃車となり、うち922-26は博多総合車両所での保管を経て、2011年3月に開館したリニア・鉄道館で展示されていた。後述する923形の保存が決定したことにより、JR西日本の所有物である922-26は2025年5月に展示を終了し、石川県白山市の「トレインパーク白山」に移設される予定である。

## 923形
東海道・山陽新幹線用。700系をベースとしており、いずれも新造車。

### 0番台（923形）

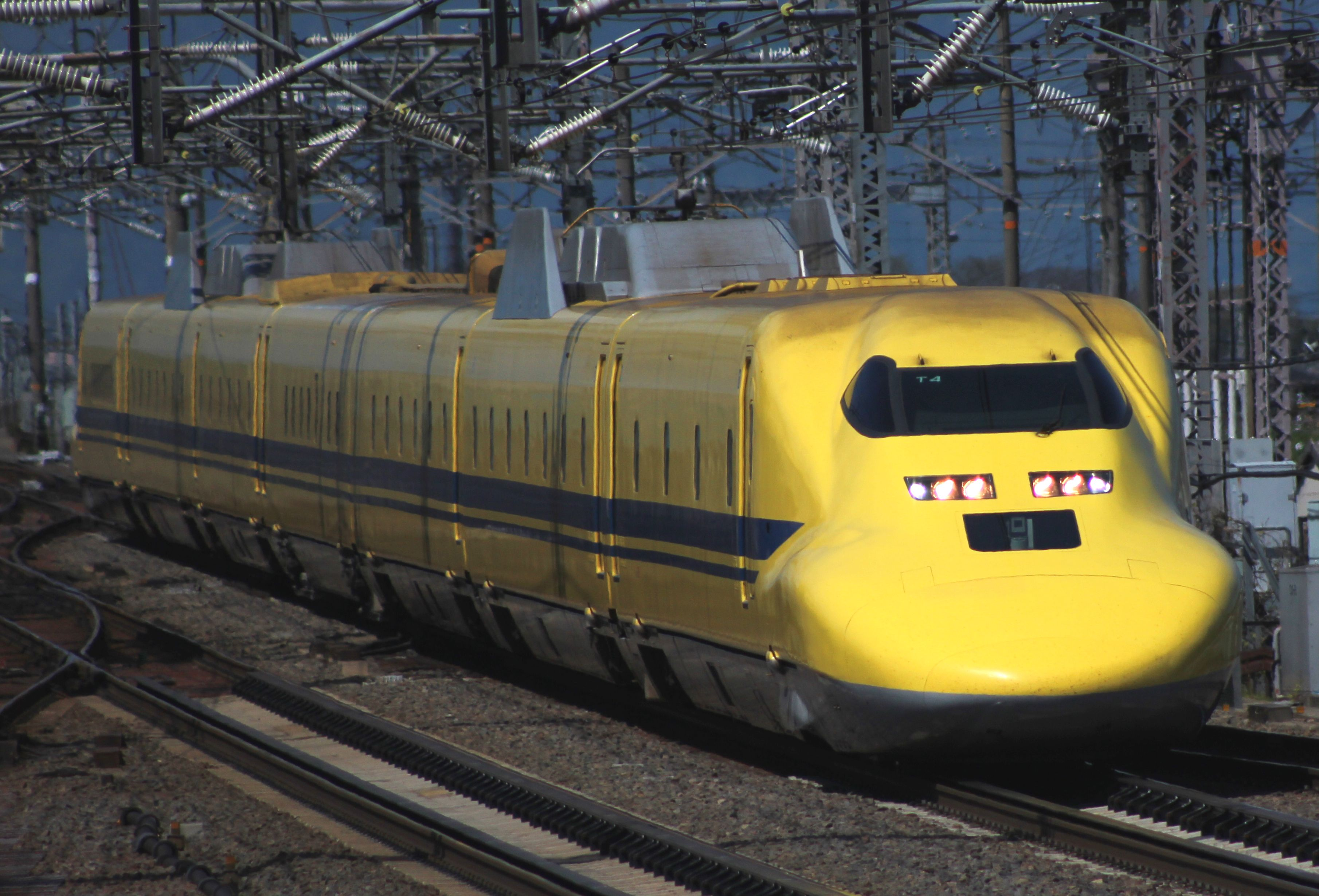
923形0番台T4編成

2000年にJR東海に導入された。東京交番検査車両所に所属し、T4編成と称する。
老朽化を理由に2025年1月をもって定期検測を終了し、同年2月20日付けで全車が廃車された。
7号車の923-7は、同年6月14日からリニア・鉄道館で展示されている（先述の通り、従来展示されていたT3編成の922-26はJR西日本に返還のうえ移設）。1号車から6号車については、T5編成の予備部品として活用される予定となっている。

### 3000番台

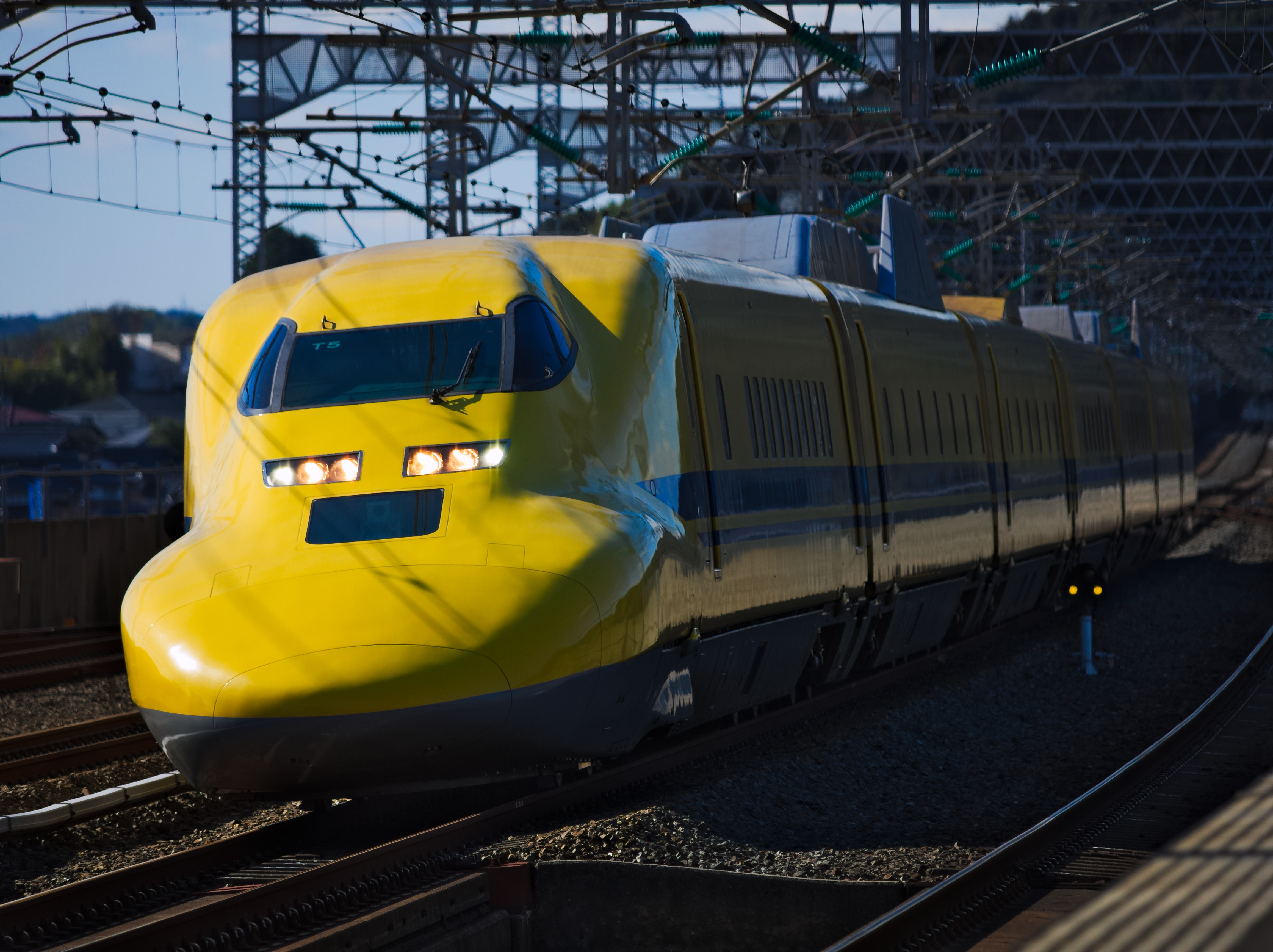
923形3000番台T5編成

2005年にJR西日本に導入された。博多総合車両所に所属し、T5編成と称する。
老朽化を理由に、2027年ごろの退役が予定されている。

## 925形
東北新幹線用（のちに東日本の他の新幹線でも使用できるように改造された）。0番台は新造車、10番台は改造車である。

### 0番台（925形）

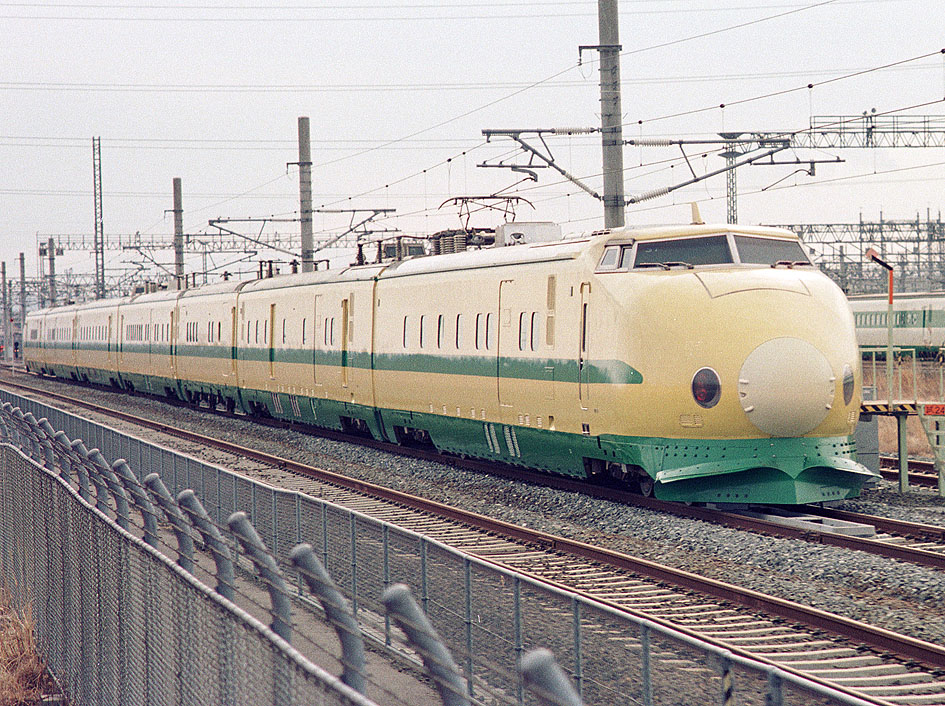
925形S1編成

1979年（昭和54年）11月に製造された。S1編成とも称する。200系の原型の一つである。S2編成と異なり、あらかじめ各車の窓割りが検測車仕様で製造されていた。製造当初はクリーム10号■をベースに、窓の部分に緑14号■の帯を配した200系と同じ塗装であったが、1983年（昭和58年）2月の全般検査時に黄1号■をベースとした試験車塗装に変更された。製造メーカーは1号車・2号車が日本車輛製造、3号車・4号車が近畿車輛、6号車・7号車が川崎重工業。軌道試験車は921-31。
先に東北・上越新幹線用に製造した962形試験車両を基本に、先行して試験を行った新幹線総合試験線（小山試験線・在来線久喜 - 石橋付近の区間 42.8 km）での試験結果を反映させたものとした。建設が進められていた東北新幹線のうち、小山試験線で実施できなかった雪害対策試験を北上試験線（仙台駅 - 北上駅間・115 km）で実施することになった。0番台（925形）は仙台試験線管理所（現在：新幹線総合車両センター）に搬入され、仙台試験線の設備監査・雪害対策実車走行試験に使用した。製造後は軌道試験車921形を組み込んで雪害対策試験に供用、東北・上越新幹線開業後は電気軌道総合試験車として使用することが決まっていた。以下は製造時点での編成内容である。
- 925-1：運転台、車内に通信測定台・信号測定台・変電測定台
- 925-2：測定電源用30 kVA電動発電機、計測用変圧器室、データ処理室、パンタグラフ
- 925-3：便所、データ処理用インバータ、蓄電池室、倉庫と記録整理室
- 925-4：半分が休憩室、室内に測定電源用電動発電機2台と軌道試験車用倉庫、パンタグラフ
- 921-31：車内にブレーキ制御装置、資料整理室、データ処理室
- 925-5：便所、室内に測定電源用電動発電機と救援用の機材室があり、天井に機材搬入用のチェーンブロック走行クレーン
- 925-6：運転台、特別高圧室、トロリ線摩耗測定室、集電用パンタグラフに加えて検測用パンタグラフ
  - 各車両に架線観測ドームあり
  - 925-6の検測用パンタグラフ使用時は、同車の集電用パンタグラフを下ろす必要があり、この場合は925-4から走行用電源を供給する[25]。

製造後は1979年（昭和54年）12月11日から北上試験線（仙台 - 北上間）の総合監査に使用され、翌1980年（昭和55年）2月18日の全線210 km/h速度向上試験で監査は終了した。同時に雪害対策試験も行われ、3月28日に終了した。ただし、この冬は大きな積雪は少なく、本格的な雪害対策試験はできなかった。このため、次の冬となる1980年（昭和55年）12月15日からは試験区間を盛岡新幹線第一運転所まで延長、さらに先行して搬入した200系1次車2編成と共に、延長区間の総合監査と2度目の雪害対策試験に使用された。
長野新幹線開業に伴い、周波数50/60Hz両用対応と勾配対策が施され、軌道検測車は921-32を連結するよう改めた。E926形S51編成「East i」の登場で、925形（0番台）6両と921-31が2002年（平成14年）4月10日付で、921-32は12月8日付で廃車された。

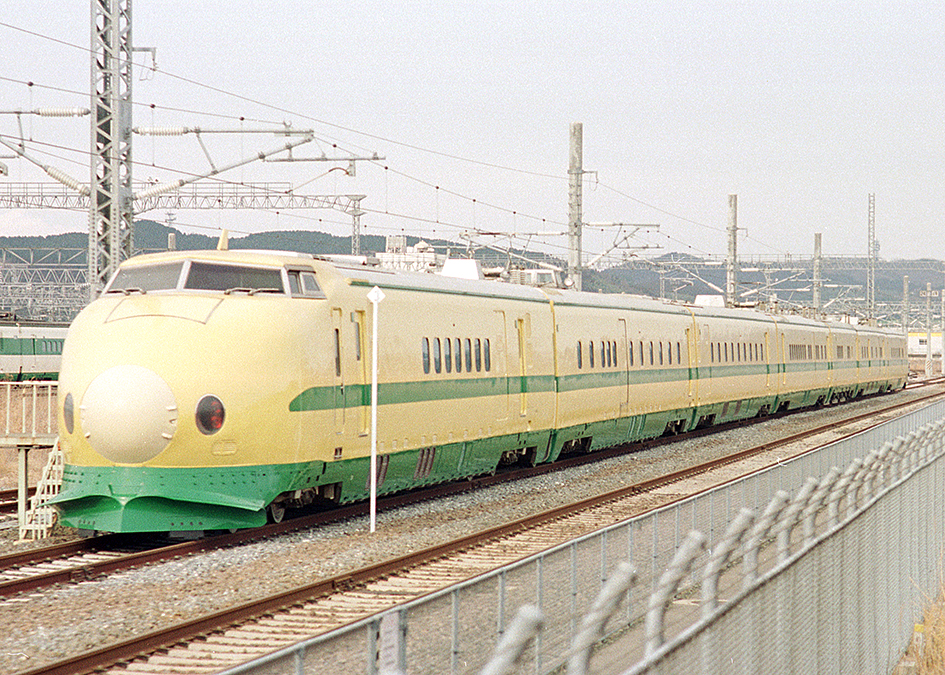
925形S1編成

### 10番台（925形）

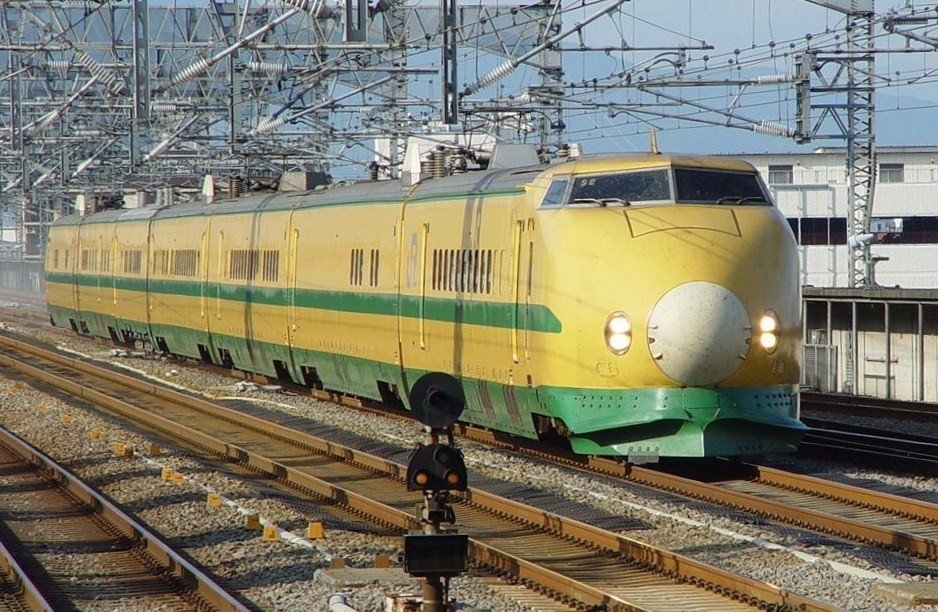
925形S2編成

1979年に製造された試験用の962形を、1983年（昭和58年）1月に仙台工場（当時）で改造した物である。総合試験車化に際しいくつかの窓を埋めている。S2編成とも称する。新たに組み込まれた軌道試験車は921-41。改造に際して、クリーム色10号にモスグリーンの塗装から黄1号に緑14号の塗装に変更された。
東北・上越新幹線開業後も軌道試験車を抜いた6両編成で「高速試験車」に使われた。これは将来の270 km/h運転を想定したもので、1985年（昭和60年）10月7日から10月31日にかけて仙台 - 北上間の上下線で実施され、最高270 km/hまでの速度向上試験が実施された。
これを基に200系による時速240km - 275km運転が実施された。1997年にS1編成同様50/60Hz両用対応、勾配対策がなされた。定期運用を終える直前、前述の921-32が法定検査切れとなり、921-41を組み込んで東北・上越新幹線のみの検測を行った状態で2002年9月で定期運用を終えた。E926形S51編成「East i」の登場で、7両全車両が2003年（平成15年）1月25日付で廃車された。

## グッズ化などのコラボレーション
- 同じ黄色を店舗外装に使う、大阪市に本社を置くスーパー玉出がJR東海とのコラボレーションで、ドクターイエローのイラスト入りトートバッグを2023年に発売した。新型コロナ禍による新幹線乗客の減少を受けて対応を考えていたJR東海グループが着目して提案し、インターネット販売はせず、申し込んだうえで新大阪駅で引換券を渡され、玉出の店舗で受け取る仕組みで、購入者の4割は首都圏から出向いているという[31]。
- 2024年10月13日より、ジェイアール東海バスが自社の高速乗合用の三菱ふそうエアロエース1台をドクターイエローカラーに塗装変更した車両を「幸せの『黄色いバス』」として運行を開始した[32]。また2024年10月19日・20日にJR東海浜松工場にて開催された東海道新幹線開業60周年記念イベント「JR東海浜松工場へGO」にて923形と並んで展示された[33]。

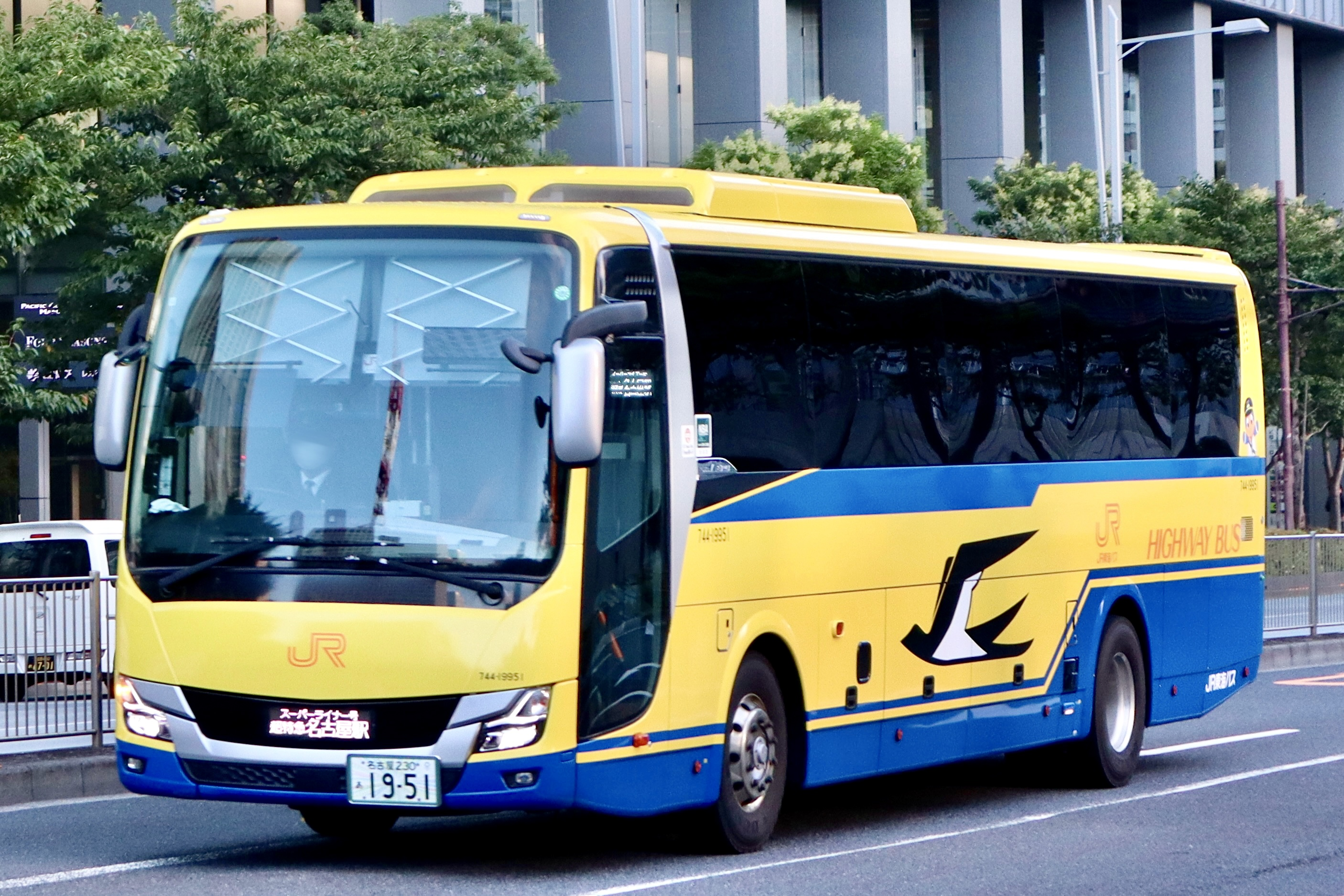
幸せの黄色いバス （三菱エアロエース）

## その他の新幹線の検測車

### 北海道・東北・秋田・山形・上越・北陸新幹線
前述の通り、JR東日本では2003年以降ドクターイエローは保有せず、E926形「East i」によって検測を行っている。北海道旅客鉄道（JR北海道）が運行する北海道新幹線およびJR西日本の北陸新幹線の検測も担当している。

### 東海道・山陽新幹線
2008年5月26日、JR東海はN700系に上下方向のみの軌道検測システムを取り入れると発表した。
また2018年には、新幹線N700S系搭載用の計測機器として「トロリ線状態監視システム」、「ATC信号・軌道回路状態監視システム」および「軌道状態監視システム」N700系に搭載された同名のシステムを改良し、検査可能な項目を追加した発展型。このため実用化前の段階では「次期軌道状態監視システム」と呼称されていた。が開発された。上記の三つのシステムは、J0編成による確認試験後に実用化され、2021年度からN700S営業車両の一部編成に搭載されている。システムの概要は以下のとおり。
- トロリ線状態監視システム
走行中に、トロリ線の状態（摩耗、高さなど）を計測する。照射光源に赤外線ＬＥＤを採用することにより、太陽光によるノイズを受けにくく、安定した計測が可能。また、高速走行時でも正確な計測が可能であり、 作業員による定例的なトロリ線計測（夜間）を省略できる。
- ATC信号・軌道回路状態監視システム
走行中に、レールに流れるＡＴＣ信号、電車からレールを伝わり変電所に戻る帰線電流を計測し、取得したデータを定期的に保守部門の現業機関等へ送信する。異常の予兆を早期に検知し、信号設備、軌道回路に対して必要な処置や保守を速やかに行うことが可能となる。
- 軌道状態監視システム
走行中に軌道の状態（レールの形状の上下・左右方向のずれ、レール間の距離・高低差）を計測可能であり、データをリアルタイムに中央指令等へ送信する。多項目かつ高精度な軌道状態監視が日々可能となるため、適切な時期に合わせて保守作業を実施することにより、乗り心地の維持・向上に貢献する。N700系に搭載された同名のシステムの改良発展型。

2023年3月時点において、「トロリ線状態監視システム」は、J15、J19、J23の計3編成への搭載が確認されている。「ATC信号・軌道回路状態監視システム」および「軌道状態監視システム」は、J15、J17、J19、J21、J23、J25の計6編成への搭載が確認されている。

### 九州新幹線
九州新幹線はドクターイエローの走行区間である東海道・山陽新幹線と線路がつながっているが、ドクターイエローは九州新幹線用の走行機器がないので乗り入れることができない。検測専用の車両は保有せず、検査の際、営業用として使用している800系のうち対応する編成に機器を搭載して検測を実施している。
当初は800系のU001編成に検測機能が与えられ、車両番号の末尾に「K」の文字が加えられていたが、後述の2009年の増備編成の就役に伴い撤去された。
2009年に製造された3編成のうち、U007, U009編成（1000番台）には軌道の検測を可能とする装置を、U008編成（2000番台）には電力、信号、通信の検測を可能とする装置が搭載可能である。

### 西九州新幹線
西九州新幹線は、2022年時点では他の新幹線区間と線路がつながっておらず、ドクターイエローの乗り入れが困難であるため、同区間用に導入される新幹線N700S系に検測機能が搭載される。具体的にはY1編成とY3編成に軌道検測機器を、Y2編成に架線検測機器を搭載し、検測を実施している。

## 新幹線の検測車の編成一覧

### 東海道・山陽新幹線
- 923形

### 東日本の新幹線
- E926形

## 参考資料
- 萬谷太郎（JR東日本運輸車両部企画課車両開発プロジェクト）「JR東日本E926形新幹線電車（S51編成）」『鉄道ピクトリアル』2002年1月号（電気車研究会、2001年）pp.96 - 101
- “ドクターイエローの検査の様子を大公開！”. トレナビ.   西日本旅客鉄道 (2015年2月23日). 2015年2月28日時点のオリジナルよりアーカイブ。2015年3月4日閲覧。